# Municipio Veroes
Veroes es uno de los 14 municipios que integran el Estado Yaracuy, Venezuela. Está ubicado al noroeste del estado, parte de su territorio es reclamado por el Estado Falcón. Es el único de los municipios yaracuyanos con acceso directo al mar por un estrecho corredor de unos 5 km.
La ciudad de Farriar, capital del municipio Veroes, está a una altitud de 40 metros sobre el nivel del mar (131 pies), ello es 246 metros por debajo de la altura de San Felipe (capital del estado) y 1841 por debajo del Cerro Negro (1881 m s. n. m.), el punto más elevado del estado Yaracuy. La altura de Farriar fue calculada exactamente para las coordenadas 10° 28' 11, -68° 33' 31.
Ocupa una superficie de 1059 km², siendo el segundo municipio de mayor extensión del Estado, se estima que para 2007 su población sobrepasa los 25 000 habitantes. Está compuesto por dos parroquias, El Guayabo y Farriar. Su capital es la ciudad de Farriar

## Historia
Desde la época de la colonia la mayoría de sus moradores son de origen africano, llegados a estas tierras a través de la trata de esclavos para el trabajo en las plantaciones de cacao y caña de azúcar.
En 1730 el zambo Andresote encabezó una revuelta en el valle del río Yaracuy junto a otros esclavos y negros libres del lugar. Andresote tuvo apoyo de hacendados criollos; así como de contrabandistas holandeses, quienes les proveían de armas. El movimiento no tenía la intención de romper lazos políticos con España, pero sí debilitar el control excesivo de la Real Compañía Guipuzcoana que monopolizaba el comercio entre Venezuela y España. 
En septiembre de 1731, Sebastián García de la Torre, gobernador de la Provincia de Venezuela, comandó el mismo un ejército contra Andresote, en vista de las dificultades que tenían las autoridades españolas para derrotarlo. El 11 de febrero de 1732, García de la Torre enfrentó a Andresote. Estando en inferioridad numérica, Andresote huyó a Curazao.
En 1909 se constituye el Municipio Veroes una vez establecido definitivamente el Estado Yaracuy por mandato presidencial, el municipio quedó administrativamente dentro de los límites del entonces Distrito San Felipe hoy Municipio San Felipe, la capital municipal era la población de El Chino pero en 1935 se decide trasladarla a Farriar. Luego el 5 de noviembre de 1993 se le otorga plena autonomía y pasa a se Municipio Veroes.

### Toponimia
Debe su nombre a José Joaquín Veroes, un militar venezolano de origen africano que participó en la guerra de independencia y llegó a Coronel de Ejército.

## Geografía

### Organización parroquial
| Parroquia        | Superficie | Población   | Densidad       |
| ---------------- | ---------- | ----------- | -------------- |
| El Guayabo       | km²        | 17.744      | hab./km²       |
| Farriar          | km²        | 16.966      | hab./km²       |
| Municipio Veroes | 1.059 km²  | 34.710 hab. | 27,06 hab./km² |

## Economía
El río Yaracuy recorre el centro del Municipio Veroes y desemboca en el Mar Caribe justo en la frontera de este municipio con el Estado Carabobo. El río hace que las tierras sean muy fértiles, cerca del 75% de la caña de azúcar que se produce en Yaracuy proviene de este municipio. En el ámbito industrial, se encuentra el Central Azucarero Veroes que en la actualidad no funciona, así como también una planta procesadora de yuca amarga (Manihot esculenta) y una planta de lácteos en la cercana población de Pueblo Nuevo.

## Religión
En el municipio Veroes, la religión católica ha tenido un papel importante en la vida cotidiana de la comunidad durante siglos. Sin embargo, debido a la influencia africana en la región, también se practican religiones de origen yoruba, como la Santería y el Candomblé. Estas prácticas religiosas combinan elementos de los rituales católicos con creencias y tradiciones ancestrales africanas, dando lugar a una fusión única de fe y cultura.
Los habitantes de Veroes han encontrado en este sincretismo religioso una forma de honrar sus raíces mientras se adhieren a la práctica religiosa que les fue enseñada. La religión en Veroes es una muestra de la diversidad cultural y espiritual que enriquece la región y su comunidad.
El parrandón de San Juan Bautista en la localidad de Agua Negra, acompañado por sus tambores mágicos, constituye uno de los más ricos legados culturales de Venezuela.

## Política y gobierno

### Alcaldes
| Período     | Alcalde            | Partido político / Alianza | % de votos | Notas |
| ----------- | ------------------ | -------------------------- | ---------- | --- |
| 1995 - 2000 | José Antonio Rojas | AD                         | -          | Primer alcalde bajo elecciones directas (se realizaron elecciones generales adelantadas en el 2000 debido a la aprobación de la Constitución de 1999) |
| 2000 - 2004 | Santos Aguilar     | MVR                        | 45,53      | Segundo alcalde bajo elecciones directas |
| 2004 - 2008 | Santos Aguilar     | MVR                        | 52,78      | Reelecto |
| 2008 - 2013 | Cesar Silva        | PSUV                       | 51,82      | Tercer alcalde bajo elecciones directas (se postergan 1 año las elecciones municipales pautadas para finales del 2012)                                |
| 2013 - 2017 | César Silva        | PSUV                       | 57,53      | reelecto |
| 2017 - 2021 | César Silva        | PSUV                       | 49,68      | reelecto |
| 2021 - 2025 | Leonardo Machado   | PSUV                       | 59,33      | Cuarto alcalde bajo elecciones directas |

### Concejo municipal
Período 1995 - 2000
| Concejales:       | Partido político / Alianza |
| ----------------- | -------------------------- |
| Silverio Itarraza | AD                         |
| Ricardo Sánchez   | AD                         |
| Maximo López      | AD                         |
| Amanda Cortéz     | AD                         |
| Domingo Sánchez   | COPEI                      |
| Licencio Flores   | COPEI                      |
| Henry Mogollon    | LCR                        |

Período 2013 - 2018:
| Concejales       | Partido político / Alianza |
| ---------------- | -------------------------- |
| Ricardo Lugo     | PSUV                       |
| Víctor Bardallo  | PSUV                       |
| Jose Ramonez     | PSUV                       |
| Renny López      | PSUV                       |
| Leonaldo Machado | PSUV                       |
| Cruz Mora        | PSUV                       |
| Damian Michelena | VBR                        |

Período 2018 - 2021
| Concejales       | Partido político / Alianza |
| ---------------- | -------------------------- |
| Jhonny Tarazona  | PSUV                       |
| Maria Monsalve   | PSUV                       |
| Carmen Abreu     | PSUV                       |
| Julio Guerrero   | PSUV                       |
| Leonardo Machado | PSUV                       |
| Cruz Mora        | PSUV                       |
| Raul Graterol    | PSUV                       |

Período 2021 - 2025
| Concejales      | Partido político / Alianza |
| --------------- | -------------------------- |
| Yusmary Bracho  | PSUV                       |
| Libia Rangel    | PSUV                       |
| Humberto Harcon | PSUV                       |
| Arwin Bolivar   | PSUV                       |
| Carmen Abreu    | PSUV                       |
| Yolman Mendoza  | PSUV                       |
| Miguel Sánchez  | PV                         |